# Johann Hermann (Naturforscher)

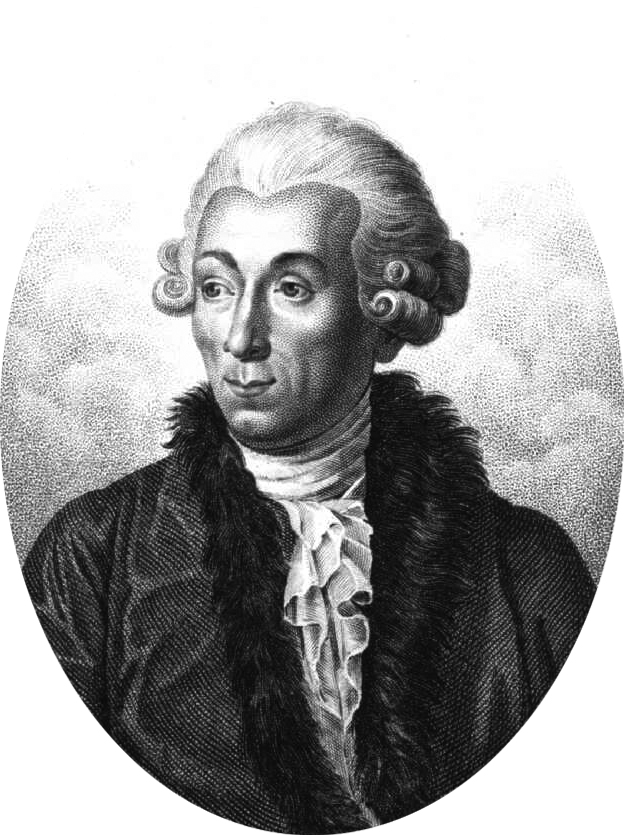
Johann Hermann

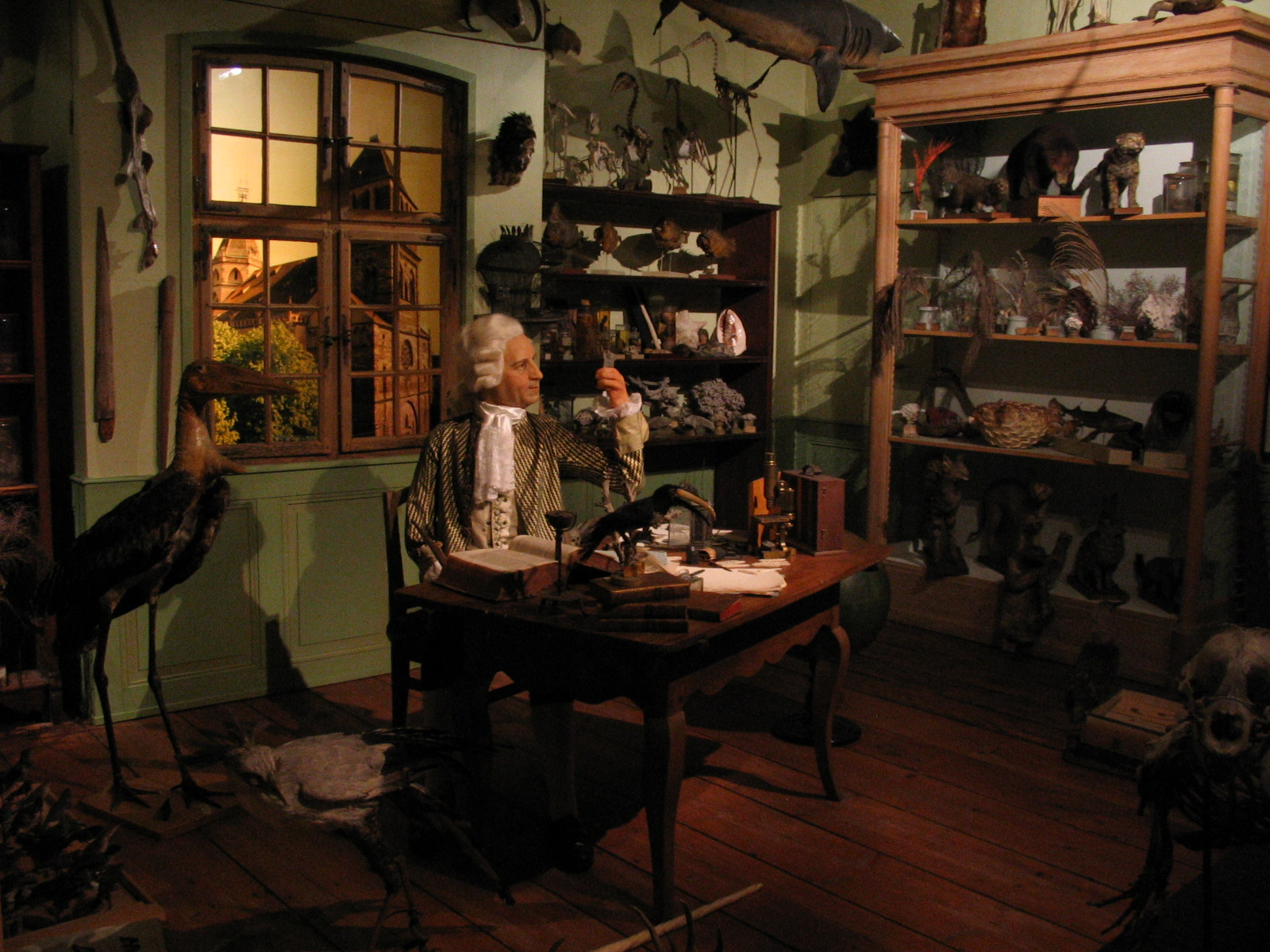
Wachsfigur von Johann Hermann inmitten seines naturwissenschaftlichen Kabinetts im Zoologischen Museum der Stadt Straßburg

Johann Hermann (auch Herrmann geschrieben; * 31. Dezember 1738 in Barr; † 4. Oktober 1800 in Straßburg), im Französischen auch Jean Hermann, war ein französischer Arzt, Naturforscher, Zoologe, Sammler und Autor. Sein botanisches Autorenkürzel lautet „Herrm.“.

## Leben
Johann Hermann studierte an der Universität Straßburg. Sein Diplom in Medizin schloss er 1763 erfolgreich ab. Fünf Jahre später wurde er zum Medizinprofessor ernannt. Eine weitere Ernennung zum Philosophieprofessor erhielt er 1778. Neben Medizin und Philosophie lehrte er Pathologie, Botanik und Chemie in drei Sprachen (deutsch, Latein und französisch). In seinem wichtigsten Werk Tabula affinitatum animalium, das im Jahre 1783 erschien, stellte er sein eigenes System der Verwandtschaftsbeziehungen zwischen den Arten ausführlich vor. In diesem Werk beschrieb er als Erstautor die Schwarzbrust-Ruderammer (Arremon taciturnus).
1804 kaufte die Stadt Straßburg neben seiner umfangreichen Mineralsammlung weitere Sammlungen und Werke von Johann Hermann und übergab sie dem Zoologischen Museum der Stadt Straßburg. Dieses wurde 1890 als Teil der Reichsuniversität Straßburg neugegründet und zog in einen Neubau ein; für Hermanns Sammlungen wurden separate Räumlichkeiten eingerichtet.
1796 wurde er Mitglied der Académie des sciences.
Nach ihm wurde die Griechische Landschildkröte (Testudo hermanni) benannt.

## Werke
- Tabula affinitatum animalium olim academico specimine edita nunc uberiore commentario illustrata cum annotationibus ad historiam naturalem animalium augendam facientibus. Impensis Joh. Georgii Treuttel, Bibliopolae, Straßburg (Argentorati) 1783 (biodiversitylibrary.org).
  - Tabula affinitatum animalium (1783). Die Idee einer vernetzten Tierwelt im späten 18. Jahrhundert (= Acta Biohistorica. Bd. 19). Übersetzt und kommentiert von Konrad Breustedt. Basilisken-Presse, Rangsdorf 2021, ISBN 978-3-941365-78-0.
- Observationes Zoologicae quibus novae complures, aliaeque animalium species describuntur et illustrantur. Opus Posthumum Auflage. Amandum Koenig, Bibliopolam, Straßburg (Argentorati), Paris 1804 (biodiversitylibrary.org).